# Matrix-Metallopeptidase 20
Matrix-Metallopeptidase 20 (Enamelysin), auch bekannt als MMP20, ist eine Peptidase, die in allen Eukaryoten vorkommt und beim Menschen die Zahnproteine Amelogenin, Aggrecan und COMP abbaut. Mutationen im MMP20-Gen können zur Amelogenesis imperfecta führen.
Die Proteine der Matrix Metalloproteinase (MMP) Familie sind am Aufschluss der extrazellulären Matrix beteiligt und üben ihre Funktion bei zahlreichen physiologischen Prozessen aus, wie etwa im Rahmen von Embryonalentwicklung, Fortpflanzung, Gewebeumformung aber auch bei Krankheitsprozessen, wie der Arthritis und bei der Tumormetastasierung. Die meisten MMP's werden als inaktive Proteinvorläufer aus der Zelle ausgeschleust und durch Spaltungsprozesse mittels extrazellulärer Proteinasen aktiviert. Das hier beschriebene Protein degradiert Amelogenin, das Hauptprotein der Zahnschmelzmatrix. Man vermutet deshalb, das es eine Rolle bei der Zahnschmelzbildung spielt. Eine Mutation des Gens für MMP20, welche das normale Splicing der MMP20-mRNA stört und dazu führt, dass die Translation vorzeitig abgebrochen wird, wurde mit einer Form der Amelogenesis imperfecta in Verbindung gebracht. MMP20 gehört zu einer Gruppe eines Genclusters verschiedener MMP-Gene auf Chromosom 11q22.3.